# لويس فابري
لويس فابري (بالفرنسية: Louis Fabry)‏ (و. 1862 – 1939 م) هو عالم فلك، ورياضياتي من فرنسا . ولد في مارسيليا .
توفي عن عمر يناهز 77 عاماً.

## التعليم
تعلم في Lycée Thiers ‏، والمدرسة المتعددة التكنولوجية بفرنسا

## جوائز
حصل على جوائز منها:
- وسام جوقة الشرف.[5]